# Zapora Jinping-I
Zapora Jinping-I – zapora i elektrownia wodna zlokalizowana na rzece Yalong Jiang w prefekturze Liangshan (prowincja Syczuan) w Chinach. Z całkowitą wysokością wynoszącą 305 m jest to obecnie najwyższa sztuczna zapora na świecie. Dorzecze do zapory wynosi prawie 103 tys. km², co stanowi 75,4% całkowitego dorzecza rzeki Yalong. Właścicielem zapory jest Yalong River Hydropower Development Company, Ltd.
Jinping-I jest betonową zaporą łukową. Budowę rozpoczęto w listopadzie 2005, zamknięcie rzeki osiągnięto w grudniu 2006 (dwa lata przed planem), otwarcie i uruchomienie pierwszej turbiny nastąpiło 30 sierpnia 2013, a ostateczne zakończenie budowy i pełne uruchomienie w lipcu 2014.
Elektrownia posiada sześć turbin o mocy 600 MW każda (łączna moc wynosi 3600 MW). Rocznie wytwarza od 16 do 18 TWh energii (nominalnie 16,6 TWh). Jinping-I jest częścią zainicjowanego w 1978 projektu Jinping Project zakładającego wybudowanie kilku zapór i elektrowni na rzece Yalong. Woda z tej zapory kierowana jest 4 tunelami o długości 16,7 km i średnicy 13 m do podziemnej elektrowni w kompleksie Jinping-II (gdzie również znajduje się zapora o wysokości 37 m). Zakładana docelowa łączna moc projektów Jinping-I i Jinping-II to 8,4 GW ze zdolnością do wytworzenia około 40,8 TWh energii rocznie. Dla porównania elektrownia Bełchatów (największa w Polsce i największa na świecie elektrownia węglowa) wytwarza rocznie 27-28 TWh, emitując przy tym ponad 37 mln ton CO2.